# アカデミー視覚効果賞
アカデミー視覚効果賞（アカデミーしかくこうかしょう、Academy Award for Visual Effects）は、その年の最も優れた視覚効果(VFX)を使った映画に与えられる、アメリカのアカデミー賞の部門のひとつ。1939年に「特殊効果賞」（Academy Award for Best Special Effects）として設けられ、1963年から視覚効果賞とアカデミー音響編集賞に分かれた。以下は最優秀特殊効果賞および最優秀視覚効果賞を受賞した映画の一覧である。
アカデミー視覚効果賞は2009年度作品まではノミネート作品の枠は3作品までだったが、VFX業界の発展、成長に対応するために2010年度作品から5作品に拡大された。
最多候補はデニス・ミューレンの15回。最多受賞もミューレンであり、8回である。

## 初期の特殊効果に対する賞

### 技術効果賞
| 年               | 作品                       | 候補者 |
| ---------------- | -------------------------- | ------ |
| 1929 （第1回）   |                            |        |
| つばさ           | ロイ・ポロマイ             |        |
| ジャズ・シンガー | ニュージャント・スローター |        |
| トロイ情史       | ラルフ・ハメラス           |        |

### 特殊効果賞
1939年から1962年の視覚効果賞は、音響効果と合わせて特殊効果賞とされていた。
| 年                              | 作品 | 候補者 |
| ------------------------------- | --- | ------ |
| 1939 （第12回）                 | |        |
| 雨ぞ降る                        | 撮影: E・H・ハンセン 音響: フレッド・サーセン |        |
| 風と共に去りぬ                  | 撮影: ジャック・コスグローヴ 音響: フレッド・アルビン、アーサー・ジョーンズ                                                                                   |        |
| コンドル                        | 撮影: ロイ・デヴィッドソン 音響: エドウィン・C・ハーン |        |
| 女王エリザベス                  | 撮影: バイロン・ハスキン 音響: ネイサン・レヴィンソン |        |
| Topper Takes a Trip             | ロイ・シーライト |        |
| 大平原                          | 撮影: 、ゴードン・ジェニングス 音響: ローレン・L・ライダー |        |
| オズの魔法使                    | 撮影: A・アーノルド・ギレスピー 音響: ダグラス・シアラー |        |
| 1940 （第13回）                 | |        |
| バグダッドの盗賊                | 撮影: ローレンス・バトラー 音響: ジャック・ホイットニー |        |
| The Blue Bird                   | 撮影: フレッド・サーセン 音響: E・H・ハンセン |        |
| ブーム・タウン                  | 撮影: A・アーノルド・ギレスピー 音響: ダグラス・シアラー |        |
| The Boys from Syracuse          | 撮影: ジョン・P・フルトン 音響: バーナード・B・ブラウン、ジョーゼフ・ラピス                                                                                   |        |
| Dr. Cyclops                     | 撮影: 、ゴードン・ジェニングス |        |
| 海外特派員                      | 撮影: ポール・イーグラー 音響: トーマス・T・モールトン |        |
| The Invisible Man Returns       | 撮影: ジョン・P・フルトン、バーナード・B・ブラウン 音響: ウィリアム・ヘッジコック                                                                             |        |
| 果てなき航路                    | 撮影: R・T・レイトン、レイ・ビンガー 音響: トーマス・T・モールトン                                                                                            |        |
| 紀元前百万年                    | 撮影: ロイ・シーランド 音響: エルマー・ラギュズ |        |
| レベッカ                        | 撮影: ジャック・コスグローヴ 音響: アーサー・ジョーンズ |        |
| シー・ホーク                    | 撮影: バイロン・ハスキン 音響: ネイサン・レヴィンソン |        |
| 新ロビンソン漂流記              | 撮影: ヴァーノン・L・ウォーカー 音響: ジョン・O・アールバーク                                                                                                 |        |
| Typhoon                         | 撮影: 、ゴードン・ジェニングス 音響: ローレン・L・ライダー |        |
| Women in War                    | 撮影: ハワード・ライデッカー、ウィリアム・ブラッドフォード、エリス・J・サッカリー 音響: ハーバート・ノーシュ                                                  |        |
| 1941 （第14回）                 | |        |
| 空の要塞                        | 撮影: 、ゴードン・ジェニングス 音響: ルイス・ミーセンコップ                                                                                                   |        |
| Aloma of the South Seas         | 撮影: 、ゴードン・ジェニングス 音響: ルイス・ミーセンコップ                                                                                                   |        |
| 大編隊                          | 撮影: A・アーノルド・ギレスピー 音響: ダグラス・シアラー |        |
| The Invisible Woman             | 撮影: ジョン・P・フルトン 音響: ジョン・ホール |        |
| 海の狼                          | 撮影: バイロン・ハスキン 音響: ネイサン・レヴィンソン |        |
| 美女ありき                      | 撮影: ローレンス・バトラー 音響: ウィリアム・H・ウィルマース                                                                                                  |        |
| Topper Returns                  | 撮影: ロイ・シーランド 音響: エルマー・ラギュス |        |
| A Yank in the R.A.F.            | 撮影: フレッド・サーセン 音響: E・H・ハンセン |        |
| 1942 （第15回）                 | |        |
| 絶海の嵐                        | 撮影: 、ゴードン・ジェニングス、ウィリアム・L・ペレイラ 音響: ルイス・ミーセンコップ                                                                          |        |
| 海の征服者                      | 撮影: フレッド・サーセン 音響: ロジャー・ヒーマン、ジョージ・レヴェレット                                                                                     |        |
| 戦場を駆ける男                  | 撮影: バイロン・ハスキン 音響: ネイサン・レヴィンソン |        |
| フライング・タイガー            | 撮影: ハワード・ライデッカー 音響: ダニエル・J・ブルームバーグ                                                                                                |        |
| 透明スパイ                      | 撮影: ジョン・P・フルトン 音響: バーナード・B・ブラウン |        |
| ジャングル・ブック              | 撮影: ローレンス・バトラー 音響: ウィリアム・H・ウィルマース                                                                                                  |        |
| ミニヴァー夫人                  | 撮影: A・アーノルド・ギレスピー、ウォレン・ニューカム 音響: ダグラス・シアラー                                                                                |        |
| Uボート撃滅                     | 撮影: ヴァーノン・L・ウォーカー 音響: ジェームズ・G・スチュアート                                                                                             |        |
| One of Our Aircraft is Missing  | 撮影: ロナルド・ニーム 音響: C・C・スティーヴンズ |        |
| 打撃王                          | 撮影: ジャック・コスグローヴ、レイ・ビンガー 音響: トーマス・T・モールトン                                                                                    |        |
| 1943 （第16回）                 | |        |
| 潜航決戦隊                      | 撮影: フレッド・サーセン 音響: ロジャー・ヒーマン |        |
| 空軍/エア・フォース             | 撮影: ハンス・コーネカンプ、レックス・ウィンピー 音響: ネイサン・レヴィンソン                                                                                 |        |
| Bombardier                      | 撮影: ヴァーノン・L・ウォーカー 音響: ジェームズ・G・スチュアート、ロイ・グランヴィル                                                                         |        |
| The North Star                  | 撮影: クラレンス・スライファー、レイ・ビンガー 音響: トーマス・T・モールトン                                                                                  |        |
| So Proudly We Hail!             | 撮影: 、ゴードン・ジェニングス 音響: ジョージ・ダットン |        |
| Stand by for Action             | 撮影: A・アーノルド・ギレスピー、ドナルド・ジャーラス 音響: マイクル・スタイノア                                                                              |        |
| 1944 （第17回）                 | |        |
| 東京上空三十秒                  | 撮影: A・アーノルド・ギレスピー、ドナルド・ジャーラス、ウォレン・ニューカム 音響: ダグラス・シアラー                                                          |        |
| The Adventures of Mark Twain    | 撮影: ポール・デトルフセン、ジョン・クラウス 音響: ネイサン・レヴィンソン                                                                                     |        |
| Days of Glory                   | 撮影: ヴァーノン・L・ウォーカー 音響: ジェームズ・G・スチュアート、ロイ・グランヴィル                                                                         |        |
| Secret Command                  | 撮影:デヴィッド・アレン、レイ・コーリー、ロバート・ライト 音響: ラッセル・マルムグレン、ハリー・クズニック                                                    |        |
| 君去りし後                      | 撮影: ジャック・コスグローヴ 音響: アーサー・ジョーンズ |        |
| The Story of Dr. Wassell        | 撮影: 、ゴードン・ジェニングス 音響: ジョージ・ダットン |        |
| ウィルソン                      | 音響: フレッド・サーセン 音響: ロジャー・ヒーマン |        |
| 1945 （第18回）                 | |        |
| ダニー・ケイの天国と地獄        | 撮影: ジョン・P・フルトン 音響: アーサー・W・ジョーンズ |        |
| 旋風大尉                        | 撮影: フレッド・サーセン、ソロ・ハルプリン 音響: ロジャー・ヒーマン、ハリー・レナード                                                                         |        |
| 白い恐怖                        | 撮影: ジャック・コスグローヴ |        |
| コレヒドール戦記                | 撮影: A・アーノルド・ギレスピー、ドナルド・ジャーラス、R・A・マクドナルド 音響: マイクル・スタイノア                                                          |        |
| 千夜一夜物語・魔法のランプ      | 撮影: L・W・バトラー 音響: レイ・ボンバ |        |
| 1946 （第19回）                 | |        |
| 陽気な幽霊                      | 視覚: トーマス・ハワード |        |
| 盗まれた青春                    | 視覚: ウィリアム・C・マッギャン 聴覚: ネイサン・レヴィンソン                                                                                                  |        |
| 1947 （第20回）                 | |        |
| 大地は怒る                      | 視覚: A・アーノルド・ギレスピー、ウォレン・ニューカム 聴覚: ダグラス・シアラー、マイクル・スタイノア                                                          |        |
| 征服されざる人々                | 視覚: 、ドゥヴェロー・ジェニングス、ゴードン・ジェニングス、ウォリス・ケリー、ポール・ラーペイ 聴覚: ジョージ・ダットン                                       |        |
| 1948 （第21回）                 | |        |
| ジェニーの肖像                  | 視覚: ポール・イーグラー、J・マクミラン・ジョンソン、ラッセル・シャーマン、クラレンス・スライファー 聴覚: チャールズ・フリーマン、ジェームズ・G・スチュアート |        |
| 海の呼ぶ声                      | 視覚: ラルフ・ハメラス、フレッド・サーセン、エドワード・スナイダー 聴覚: ロジャー・ヒーマン                                                                   |        |
| 1949 （第22回）                 | |        |
| 猿人ジョー・ヤング              | 無し |        |
| タルサ                          | 無し |        |
| 1950 （第23回）                 | |        |
| 月世界征服                      | 無し |        |
| サムソンとデリラ                | 無し |        |
| 1951 （第24回）                 | |        |
| 地球最後の日                    | 無し |        |
| 1952 （第25回）                 | |        |
| Plymouth Adventure              | 無し |        |
| 1953 （第26回）                 | |        |
| 宇宙戦争                        | 無し |        |
| 1954 （第27回）                 | |        |
| 海底二万哩                      | 無し |        |
| 地獄と高潮                      | 無し |        |
| 放射能X                         | 無し |        |
| 1955 （第28回）                 | |        |
| トコリの橋                      | 無し |        |
| 暁の出撃                        | 無し |        |
| 雨のランチプール                | 無し |        |
| 1956 （第29回）                 | |        |
| 十戒                            | ジョン・Pフルトン |        |
| 禁断の惑星                      | A・アーノルド・ギレスピー、アーヴィング・リース、ウェスリー・C・ミラー                                                                                        |        |
| 1957 （第30回）                 | |        |
| 眼下の敵                        | ウォルター・ロッシ |        |
| 翼よ! あれが巴里の灯だ          | ルイス・リヒテンフィールド |        |
| 1958 （第31回）                 | |        |
| 親指トム                        | トム・ハワード |        |
| 雷撃命令                        | A・アーノルド・ギレスピー、ハロルド・ハンブロック |        |
| 1959 （第32回）                 | |        |
| ベン・ハー                      | 視覚: A・アーノルド・ギレスピー、ロバート・マクドナルド 聴覚: マイロ・ローリー                                                                                |        |
| 地底探検                        | 視覚: L・B・アボット、ジェームズ・B・ゴードン 聴覚: カール・フォークナー                                                                                      |        |
| 1960 （第33回）                 | |        |
| タイム・マシン 80万年後の世界へ | 視覚: ジーン・ウォーレン、ティム・バー |        |
| 最後の航海                      | 視覚: A・J・ローマン |        |
| 1961 （第34回）                 | |        |
| ナヴァロンの要塞                | 視覚: ビル・ウォリントン 聴覚: ヴィヴィアン・C・グリーンアム                                                                                                  |        |
| うっかり博士の大発明 フラバァ   | 視覚: ロバート・A・マッティ、ユースタス・ライセット |        |
| 1962 （第35回）                 | |        |
| 史上最大の作戦                  | 視覚: ロバート・マクドナルド 聴覚: ジャック・モーモン |        |
| 戦艦バウンティ                  | 視覚: A・アーノルド・ギレスピー 聴覚: マイロ・ローリー |        |

## 視覚効果賞

### 特殊効果賞
| 年              | 作品                 | 候補者 |
| --------------- | -------------------- | ------ |
| 1963 （第36回） |                      |        |
| クレオパトラ    | エミール・コーサ・Jr |        |
| 鳥              | アブ・アイワークス   |        |

### 特殊視覚効果賞
| 年                     | 作品                                                               | 候補者 |
| ---------------------- | ------------------------------------------------------------------ | ------ |
| 1964 （第37回）        |                                                                    |        |
| メリー・ポピンズ       | ピーター・エレンショウ、ユースタス・ライセット、ハミルトン・ラスク |        |
| ラオ博士の7つの顔      | ジム・ダンフォース                                                 |        |
| 1965 （第38回）        |                                                                    |        |
| 007 サンダーボール作戦 | ジョン・スティアーズ                                               |        |
| 偉大な生涯の物語       | J・マクミラン・ジョンソン                                          |        |
| 1966 （第39回）        |                                                                    |        |
| ミクロの決死圏         | アート・クルックシャンク                                           |        |
| ハワイ                 | リンウッド・G・ダン                                                |        |
| 1967 （第40回）        |                                                                    |        |
| ドリトル先生不思議な旅 | L・B・アボット                                                     |        |
| トブルク戦線           | ハワード・A・ジョンソン・Jr、アルバート・ウィットロック            |        |
| 1968 （第41回）        |                                                                    |        |
| 2001年宇宙の旅         | スタンリー・キューブリック                                         |        |
| 北極の基地/潜航大作戦  | ハル・ミラー、J・マクミラン・ジョンソン                            |        |
| 1969 （第42回）        |                                                                    |        |
| 宇宙からの脱出         | ロビー・ロバートソン                                               |        |
| ジャワの東             | ユージン・ルーリー、アレックス・ウェルドン                         |        |
| 1970 （第43回）        |                                                                    |        |
| トラ・トラ・トラ!      | A・D・フラワーズ、L・B・アボット                                   |        |
| パットン大戦車軍団     | アレックス・ウェルドン                                             |        |
| 1971 （第44回）        |                                                                    |        |
| ベッドかざりとほうき   | アラン・マーリー、ユースタス・ライセット、ダニー・リー             |        |
| 恐竜時代               | ジム・ダンフォース、ロジャー・ディキン                             |        |

### 視覚効果賞

#### 1970年代
| 年                         | 作品 | 候補者 |
| -------------------------- | --- | ------ |
| 1977 （第50回）            | |        |
| スター・ウォーズ           | ジョン・スティアーズ、ジョン・ダイクストラ、リチャード・エドランド、グラント・マキューン、ロバート・ブララック                          |        |
| 未知との遭遇               | ロイ・アーボガスト、ダグラス・トランブル、マシュー・ユリシック、グレゴリー・ジェイン、リチャード・ユリシック                            |        |
| 1978 （第51回）            | |        |
| スーパーマン（特別業績賞） | レイ・ボウイ、コリン・チルヴァース、デニス・コープ、ロイ・フィールド、デレク・メディングス、ゾーラン・ペリシク                          |        |
| 1979 （第52回）            | |        |
| エイリアン                 | H・R・ギーガー、カルロ・ランバルディ、ブライアン・ジョンソン、ニック・オールダー、デニス・エイリング                                    |        |
| ブラックホール             | ピーター・エレンショウ、アート・クルックシャンク、ユースタス・ライセット、ダニー・リー、ハリソン・エレンショー、ジョー・ハール          |        |
| 007 ムーンレイカー         | デレク・メディングス、ポール・ウィルソン、ジョン・エヴァンス                                                                            |        |
| 1941                       | ウィリアム・A・フレイカー、A・D・フラワーズ、グレゴリー・ジェイン                                                                       |        |
| スタートレック             | ダグラス・トランブル、ジョン・ダイクストラ、リチャード・ユリシック、ロバート・スウァーズ、デイヴ・K・スチュアート、グラント・マキューン |        |

#### 1980年代
| 年                                            | 作品                                                                                                | 候補者 |
| --------------------------------------------- | --------------------------------------------------------------------------------------------------- | ------ |
| 1980 （第53回）                               | |        |
| スター・ウォーズ/帝国の逆襲（特別業績賞）     | ブライアン・ジョンソン、リチャード・エドランド、デニス・ミューレン、ブルース・ニコルソン            |        |
| 1981 （第54回）                               | |        |
| レイダース/失われたアーク《聖櫃》             | リチャード・エドランド、キット・ウェスト、ブルース・ニコルソン、ジョー・ジョンストン                |        |
| ドラゴンスレイヤー                            | デニス・ミューレン、フィル・ティペット、ケン・ローストン、ブライアン・ジョンソン                    |        |
| 1982 （第55回）                               | |        |
| E.T.                                          | カルロ・ランバルディ、デニス・ミューレン、ケネス・F・スミス                                         |        |
| ブレードランナー                              | ダグラス・トランブル、リチャード・ユリシック、デヴィッド・ドライヤー                                |        |
| ポルターガイスト                              | リチャード・エドランド、マイケル・ウッド、ブルース・ニコルソン                                      |        |
| 1983 （第56回）                               | |        |
| スター・ウォーズ/ジェダイの復讐（特別業績賞） | リチャード・エドランド、デニス・ミューレン、ケン・ローストン、フィル・ティペット                    |        |
| 1984 （第57回）                               | |        |
| インディ・ジョーンズ/魔宮の伝説               | デニス・ミューレン、マイケル・J・マカリスター、ローン・ピーターソン、ジョージ・ギブス               |        |
| ゴーストバスターズ                            | リチャード・エドランド、ジョン・ブルーノ、マーク・ヴァーゴ、チャック・ギャスパー                    |        |
| 2010年                                        | リチャード・エドランド、ニール・クリペラ、ジョージ・ジャンソン、マーク・ステットソン                |        |
| 1985 （第58回）                               | |        |
| コクーン                                      | ケン・ローストン、ラルフ・マクウォリー、スコット・ファラー、デヴィッド・ベリー                      |        |
| オズ                                          | ウィル・ヴィントン、イアン・ウィングローヴ、ゾーラン・ペリシク、マイケル・ロイド                    |        |
| ヤング・シャーロック/ピラミッドの謎           | デニス・ミューレン、キット・ウェスト、ジョン・エリス、デヴィッド・W・アレン                         |        |
| 1986 （第59回）                               | |        |
| エイリアン2                                   | ロバート・スコタック、スタン・ウィンストン、ジョン・リチャードソン、スーザン・M・ベンソン           |        |
| リトル・ショップ・オブ・ホラーズ              | ライル・コンウェイ、ブラン・フェラン、マーティン・ガタリッジ                                        |        |
| ポルターガイスト2                             | リチャード・エドランド、ジョン・ブルーノ、ゲイリー・ウォーラー、ウィリアム・ニール                  |        |
| 1987 （第60回）                               | |        |
| インナースペース                              | デニス・ミューレン、ウィリアム・ジョージ、ハーレイ・ジェサップ、ケネス・F・スミス                   |        |
| プレデター                                    | ジョエル・ハイネック、ロバート・M・グリーンバーグ、リチャード・グリーンバーグ、スタン・ウィンストン |        |
| 1988 （第61回）                               | |        |
| ロジャー・ラビット                            | ケン・ローストン、リチャード・ウィリアムス、エドワード・ジョーンズ、ジョージ・ギブス                |        |
| ダイ・ハード                                  | リチャード・エドランド、アル・ディサロ、ブレント・ボーツ、サイモン・モリス                          |        |
| ウィロー                                      | デニス・ミューレン、マイケル・J・マカリスター、フィル・ティペット、クリス・エヴァンス               |        |
| 1989 （第62回）                               | |        |
| アビス                                        | ジョン・ブルーノ、デニス・ミューレン、ホイト・イェットマン、デニス・スコタック                      |        |
| バロン                                        | リチャード・コンウェイ、ケント・ホウストン                                                          |        |
| バック・トゥ・ザ・フューチャー PART2          | ケン・ローストン、マイケル・ランティエリ、ジョン・ベル、スティーヴ・ガウリー                        |        |

#### 1990年代
| 年                                              | 作品                                                                                             | 候補者 |
| ----------------------------------------------- | ------------------------------------------------------------------------------------------------ | ------ |
| 1990 （第63回）                                 |                                                                                                  |        |
| トータル・リコール （特別業績賞）               | エリック・ブレヴィグ、ロブ・ボッティン、ティム・マクゴヴァーン、アレックス・ファンク             |        |
| 1991 （第64回）                                 |                                                                                                  |        |
| ターミネーター2                                 | デニス・ミューレン、スタン・ウィンストン、ジーン・ウォーレン・Jr、ロバート・スコタック           |        |
| バックドラフト                                  | ミカエル・サロモン、アレン・ホール、クレイ・ピニー、スコット・ファーラー                         |        |
| フック                                          | エリック・ブレヴィグ、ハーレイ・ジェサップ、マーク・サリヴァン、マイケル・ラントラール           |        |
| 1992 （第65回）                                 |                                                                                                  |        |
| 永遠に美しく…                                   | ケン・ローストン、ダグ・チャン、ダグラス・スマイス、トム・ウッドルフ・Jr                         |        |
| エイリアン3                                     | リチャード・エドランド、アレック・ギリス、トム・ウッドルフ・Jr、ジョージ・ギブス                 |        |
| バットマン リターンズ                           | マイケル・L・フィンク、クレイグ・バロン、ジョン・ブルーノ、デニス・スコタック                    |        |
| 1993 （第66回）                                 |                                                                                                  |        |
| ジュラシック・パーク                            | デニス・ミューレン、スタン・ウィンストン、フィル・ティペット、マイケル・ランティエリ             |        |
| クリフハンガー                                  | ニール・クリペラ、ジョン・リチャードソン、ジョン・ブルーノ、パメラ・イースレイ                   |        |
| ナイトメアー・ビフォア・クリスマス              | ピート・コザチック、エリック・レイトン、アリエル・ヴェラスコ・ショウ、ゴードン・ベイカー         |        |
| 1994 （第67回）                                 |                                                                                                  |        |
| フォレスト・ガンプ/一期一会                     | ケン・ローストン、ジョージ・マーフィー、スティーヴン・ローゼンバウム、アレン・ホール             |        |
| マスク                                          | スコット・スクワイアーズ、スティーヴ・ウィリアムス、トム・バーティーノ、ジョン・ファーハット     |        |
| トゥルーライズ                                  | ジョン・ブルーノ、トーマス・L・フレッシャー、ジャック・ストロヴェス、パトリック・マックラング    |        |
| 1995 （第68回）                                 |                                                                                                  |        |
| ベイブ                                          | スコット・E・アンダーソン、チャールズ・ギブソン、ニール・スキャンラン、ジョン・コックス          |        |
| アポロ13                                        | ロバート・レガート、マイケル・カンファー、レズリー・エッカー、マット・スウィニー                 |        |
| 1996 （第69回）                                 |                                                                                                  |        |
| インデペンデンス・デイ                          | フォルカー・エンゲル、ダグラス・スミス、クレイ・ピンネイ、ジョセフ・ヴィスコンシル               |        |
| ドラゴンハート                                  | スコット・スクワイアーズ、フィル・ティペット、ジェームズ・ストラウス、キット・ウェスト           |        |
| ツイスター                                      | ステファン・ファングマイアー、ジョン・フレイザー、ハビブ・ザーガルプール、ヘンリー・ラ・バウンタ |        |
| 1997 （第70回）                                 |                                                                                                  |        |
| タイタニック                                    | ロバート・レガート、マーク・ラソフ、トーマス・L・フレッシャー、マイケル・カンファー              |        |
| ロスト・ワールド/ジュラシック・パーク           | デニス・ミューレン、スタン・ウィンストン、ランダル・M・デュトラ、マイケル・ランティエリ          |        |
| スターシップ・トゥルーパーズ                    | フィル・ティペット、スコット・E・アンダーソン、アレック・ギリス、ジョン・リチャードソン          |        |
| 1998 （第71回）                                 |                                                                                                  |        |
| 奇蹟の輝き                                      | ジョエル・ハイネック、ニコラス・ブルックス、スチュアート・ロバートソン、ケヴィン・マック         |        |
| アルマゲドン                                    | リチャード・R・フーバー、パトリック・マックラング、ジョン・フレイザー                            |        |
| マイティ・ジョー                                | リック・ベイカー、ホイト・イートマン、アレン・ホール、ジム・ミッチェル                           |        |
| 1999 （第72回）                                 |                                                                                                  |        |
| マトリックス                                    | ジョン・ゲイター、ジャネク・サーズ、スティーヴ・コートリー、ジョン・サム                         |        |
| スター・ウォーズ エピソード1/ファントム・メナス | ジョン・ノール、デニス・ミューレン、スコット・スクワイアーズ、ロブ・コールマン                   |        |
| スチュアート・リトル                            | ジョン・ダイクストラ、ジェローム・チェン、ヘンリー・F・アンダーソン三世、エリック・アラード      |        |

#### 2000年代
| 年                                                  | 作品                                                                                              | 候補者 |
| --------------------------------------------------- | ------------------------------------------------------------------------------------------------- | ------ |
| 2000 （第73回）                                     |                                                                                                   |        |
| グラディエーター                                    | ジョン・ネルソン、ニール・コーボールド、ティム・バーク、ロブ・ハーヴェイ                          |        |
| インビジブル                                        | スコット・E・アンダーソン、クレイグ・ヘイス、スコット・ストクダイク、スタン・パークス             |        |
| パーフェクト ストーム                               | ステファン・ファングマイアー、ハビブ・ザーガルプール、ジョン・フレイザー、ウォルト・コンティ      |        |
| 2001 （第74回）                                     |                                                                                                   |        |
| ロード・オブ・ザ・リング                            | ジム・ライジール、ランダル・ウィリアム・コック、リチャード・テイラー、マーク・ステットソン        |        |
| A.I.                                                | デニス・ミューレン、スコット・ファーラー、スタン・ウィンストン、マイケル・ランティエリ            |        |
| パール・ハーバー                                    | エリック・ブレヴィグ、ジョン・フレイザー、エド・ハーシュ、ベン・スノウ                            |        |
| 2002 （第75回）                                     |                                                                                                   |        |
| ロード・オブ・ザ・リング/二つの塔                   | ジム・ライジール、ジョー・レッテリ、ランダル・ウィリアム・コック、アレックス・ファンク            |        |
| スパイダーマン                                      | ジョン・ダイクストラ、スコット・ストクダイク、アンソニー・ラモリナーラ、ジョン・フレイザー        |        |
| スター・ウォーズ エピソード2/クローンの攻撃         | ロブ・コールマン、パブロ・ヘルマン、ジョン・ノール、ベン・スノウ                                  |        |
| 2003 （第76回）                                     |                                                                                                   |        |
| ロード・オブ・ザ・リング/王の帰還                   | ジム・ライジール、ジョー・レッテリ、ランダル・ウィリアム・コック、アレックス・ファンク            |        |
| マスター・アンド・コマンダー                        | ダン・サディック、ステダン・ファングメイヤー、ネイサン・マクギネス、ロバート・ストロンバーグ      |        |
| パイレーツ・オブ・カリビアン/呪われた海賊たち       | ジョン・ノール、ハル・ヒッケル、チャールズ・ギブソン、テリー・フラジー                            |        |
| 2004 （第77回）                                     |                                                                                                   |        |
| スパイダーマン2                                     | ジョン・ダイクストラ、スコット・ストクダイク、アンソニー・ラモリナーラ、ジョン・フレイザー        |        |
| ハリー・ポッターとアズカバンの囚人                  | ロジャー・ガイエット、ティム・バーク、ジョン・リチャードソン、ウィリアム・ジョージ                |        |
| アイ,ロボット                                       | ジョン・ネルソン、アンドリュー・R・ジョーンズ、エリック・ナッシュ、ジョー・レッテリ               |        |
| 2005 （第78回）                                     |                                                                                                   |        |
| キング・コング                                      | ジョー・レッテリ、ブライアン・ヴァント・ハル、クリスチャン・リヴァース、リチャード・テイラー      |        |
| ナルニア国物語/第1章: ライオンと魔女                | ディーン・ライト、ビル・ウェステンホファー、ジム・バーネー、スコット・ファラー                    |        |
| 宇宙戦争                                            | デニス・ミューレン、パブロ・ヘルマン、ランダル・M・デュトラ、ダニエル・サディック                 |        |
| 2006 （第79回）                                     |                                                                                                   |        |
| パイレーツ・オブ・カリビアン/デッドマンズ・チェスト | ジョン・ノール、ハル・ヒッケル、チャールズ・ギブソン、アレン・ホール                              |        |
| ポセイドン                                          | ボイド・シェルミス、キム・リブレス、チェス・ジャレッド、ジョン・フレイザー                        |        |
| スーパーマン リターンズ                             | マーク・ステットソン、ニール・コーボールド、リチャード・R・フーバー、ジョン・タム                 |        |
| 2007 （第80回）                                     |                                                                                                   |        |
| ライラの冒険 黄金の羅針盤                           | マイケル・L・フィンク、ビル・ウェステンホファー、ベン・モリス、トレヴァー・ウッド                 |        |
| パイレーツ・オブ・カリビアン/ワールド・エンド       | ジョン・ノール、ハル・ヒッケル、チャールズ・ギブソン、ジョン・フレイザー                          |        |
| トランスフォーマー                                  | スコット・ファーラー、スコット・ベンザ、ラッセル・アール、ジョン・フレイザー                      |        |
| 2008 （第81回）                                     |                                                                                                   |        |
| ベンジャミン・バトン 数奇な人生                     | エリック・バーバ、スティーヴ・プレッグ、バート・ダルトン、クレイグ・バロン                        |        |
| ダークナイト                                        | ニック・デイヴィス、クリス・コーボールド、ティム・ウェバー、ポール・フランクリン                  |        |
| アイアンマン                                        | ジョン・ネルソン、ベン・スノウ、ダン・サディック、シェイン・マハン                                |        |
| 2009 （第82回）                                     |                                                                                                   |        |
| アバター                                            | ジョー・レッテリ、スティーヴン・ローゼンバウム、リチャード・バネハム、アンドリュー・R・ジョーンズ |        |
| 第9地区                                             | ダン・カウフマン、ピーター・マイザーズ、ロバート・ハブロス、マット・エイトケン                    |        |
| スター・トレック                                    | ロジャー・ガイエット、ラッセル・アール、ポール・カバナー、バート・ダルトン                        |        |

#### 2010年代
| 年                                            | 作品                                                                                                   | 候補者 |
| --------------------------------------------- | --- | ------ |
| 2010 （第83回）                               | |        |
| インセプション                                | ポール・フランクリン、クリス・コーボールド、アンドリュー・ロックリー、ピーター・ベッブ                 |        |
| アリス・イン・ワンダーランド                  | ケン・ローストン、デヴィッド・ショーブ、キャリー・ヴィレガス、ショーン・フィリップス                   |        |
| ハリー・ポッターと死の秘宝 PART1              | ティム・バーク、ジョン・リチャードソン、クリスチャン・マンツ、ニコラス・アイターディー                 |        |
| ヒア アフター                                 | マイケル・オーウェン、ブライアン・グリル、スティーヴン・トロヤンスキ、ジョー・ファレル                 |        |
| アイアンマン2                                 | ジャネク・サーズ、ベン・スノウ、ゲド・ライト、ダン・サディック                                         |        |
| 2011 （第84回）                               | |        |
| ヒューゴの不思議な発明                        | ロブ・レガート、ジョス・ウィリアムズ、ベン・グロスマン、アレックス・ヘニング                           |        |
| ハリー・ポッターと死の秘宝 PART2              | ティム・バーク、デヴィッド・ヴィッケリー、グレッグ・バトラー、ジョン・リチャードソン                   |        |
| リアル・スティール                            | エリック・ナッシュ、ジョン・ローゼングラント、ダニー・ゴードン・テイラー、スウェン・ギルバーグ         |        |
| 猿の惑星: 創世記                              | ジョー・レッテリ、ダン・レモン、R・クリストファー・ホワイト、ダニエル・バレット                        |        |
| トランスフォーマー/ダークサイド・ムーン       | スコット・ファーラー、スコット・ベンザ、マシュー・E・バトラー、ジョン・フレイザー                      |        |
| 2012 （第85回）                               | |        |
| ライフ・オブ・パイ/トラと漂流した227日        | ビル・ウェステンホファー、ギョーム・ロシェロン、エリック＝ジャン・デ・ブール、ドナルド・R・エリオット  |        |
| ホビット 思いがけない冒険                     | ジョー・レッテリ、エリック・セインドン、デヴィッド・クレイトン、R・クリストファー・ホワイト            |        |
| アベンジャーズ                                | ジャネク・サーズ、ジェフ・ホワイト、ガイ・ウィリアムズ、ダン・サディック                               |        |
| プロメテウス                                  | リチャード・スタマーズ、トレヴァー・ウッド、チャーリー・ヘンリー、マーティン・ヒル                     |        |
| スノーホワイト                                | セドリック・ニコラス＝トロイアン、フィリップ・ブレナン、ニール・コーボールド、マイケル・ドーソン       |        |
| 2013 （第86回）                               | |        |
| ゼロ・グラビティ                              | ティム・ウェバー、クリス・ローレンス、デイヴ・シャーク、ニール・コーボールド                           |        |
| ホビット 竜に奪われた王国                     | ジョー・レッテリ、エリック・セインドン、デヴィッド・クレイトン、エリック・レイノルズ                   |        |
| アイアンマン3                                 | クリストファー・タウンゼント、ガイ・ウィリアムズ、エリック・ナッシュ、ダン・サディック                 |        |
| ローン・レンジャー                            | ティム・アレキサンダー、ゲイリー・ブロズニッチ、エドソン・ウィリアムズ、ジョン・フレイザー             |        |
| スター・トレック イントゥ・ダークネス         | ロジャー・ガイエット、パトリック・タバック、ベン・グロスマン、バート・ダルトン                         |        |
| 2014 （第87回）                               | |        |
| インターステラー                              | ポール・フランクリン、アンドリュー・ロックリー、イアン・ハンター、スコット・R・フィッシャー            |        |
| キャプテン・アメリカ/ウィンター・ソルジャー   | ダン・デリーウ、ラッセル・アール、ブライアン・グリル、ダン・サディック                                 |        |
| 猿の惑星: 新世紀                              | ジョー・レッテリ、ダン・レモン、ダニエル・バレット、エリック・ウィンクイスト                           |        |
| ガーディアンズ・オブ・ギャラクシー            | ステファン・セレッティ、ニコラス・アイターディー、ジョナサン・フォークナー、ポール・コーボールド       |        |
| X-MEN:フューチャー&パスト                     | リチャード・スタマーズ、ルー・ペコラ、ティム・クロスビー、キャメロン・ウォルドバウアー                 |        |
| 2015 （第88回）                               | |        |
| エクス・マキナ                                | マーク・ウィリアムズ・アーディングトン、サラ・ベネット、ポール・ノリス、アンドリュー・ホワイトハースト |        |
| マッドマックス 怒りのデス・ロード             | アンドリュー・ジャクソン、ダン・オリヴァー、アンディ・ウィリアムス、トム・ウッド                       |        |
| オデッセイ                                    | アンダース・ラングランズ、クリス・ローレンス、リチャード・スタマーズ、スティーヴン・ワーナー           |        |
| レヴェナント: 蘇えりし者                      | リッチ・マクブライド、マット・シャムウェイ、ジェイソン・スミス、キャメロン・ウォルドバウアー           |        |
| スター・ウォーズ/フォースの覚醒               | クリス・コーボールド、ロジャー・ガイエット、パトリック・タバック、ニール・スキャンラン                 |        |
| 2016 （第89回）                               | |        |
| ジャングル・ブック                            | ロバート・レガート、アダム・ヴァルデス、アンドリュー・R・ジョーンズ、ダン・レモン                      |        |
| バーニング・オーシャン                        | クレイグ・ハマック、ジェイソン・スネル、ジェイソン・ビリントン、バート・ダルトン                       |        |
| ドクター・ストレンジ                          | ステファン・セレッティ、リチャード・ブラフ、ヴィンセント・チレリ、ポール・コーボールド                 |        |
| KUBO/クボ 二本の弦の秘密                      | スティーヴ・エマーソン、オリバー・ジョーンズ、ブライアン・マクリーン、ブラッド・シフ                   |        |
| ローグ・ワン/スター・ウォーズ・ストーリー     | ジョン・ノール、モヘン・レオ、ハル・ヒッケル、ニール・コーボールド                                     |        |
| 2017 （第90回）                               | |        |
| ブレードランナー 2049                         | ジョン・ネルソン、ゲルト・ネフツァー、ポール・ランバート、リチャード・R・フーバー                      |        |
| ガーディアンズ・オブ・ギャラクシー:リミックス | クリストファー・タウンゼント、ガイ・ウィリアムズ、ジョナサン・フォークナー、ダン・サディック           |        |
| キングコング:髑髏島の巨神                     | スティーヴン・ローゼンバウム、ジェフ・ホワイト、スコット・ベンザ、マイケル・メイナーダス               |        |
| スター・ウォーズ/最後のジェダイ               | ベン・モリス、マイケル・モルホーランド、ニール・スキャンラン、クリス・コーボールド                     |        |
| 猿の惑星: 聖戦記                              | ジョー・レッテリ、ダニエル・バレット、ダン・レモン、ジョエル・ホイスト                                 |        |
| 2018 （第91回）                               | |        |
| ファースト・マン                              | ポール・ランバート、イアン・ハンター、トリスタン・マイルズ、J・D・シュワルム                           |        |
| アベンジャーズ/インフィニティ・ウォー         | ダン・デリーウ、ケリー・ポート、ラッセル・アール、ダン・サディック                                     |        |
| プーと大人になった僕                          | クリス・ローレンス、マイケル・イームズ、テオ・ジョーンズ、クリス・コーボールド                         |        |
| レディ・プレイヤー1                           | ロジャー・ガイエット、グラディ・コファー、マシュー・E・バトラー、デヴィッド・シャーク                  |        |
| ハン・ソロ/スター・ウォーズ・ストーリー       | ロブ・ブレドウ、パトリック・タバック、ニール・スキャンラン、ドミニク・タオイー                         |        |
| 2019 （第92回）                               | |        |
| 1917 命をかけた伝令                           | ギョーム・ロシェロン、グレッグ・バトラー、ドミニク・タオイー                                           |        |
| アベンジャーズ/エンドゲーム                   | ダン・デリーウ、ラッセル・アール、マット・エイトケン、ダン・サディック                                 |        |
| アイリッシュマン                              | パブロ・ヘルマン、レナンドロ・エステベコレナ、ネルソン・セプルベダ＝ファウザー、ステファン・グラブリ   |        |
| ライオン・キング                              | ロバート・レガート、アダム・ヴァルデス、アンドリュー・R・ジョーンズ、エリオット・ニューマン            |        |
| スター・ウォーズ/スカイウォーカーの夜明け     | ロジャー・ガイエット、ニール・スキャンラン、パトリック・タバック、ドミニク・タオイー                   |        |

#### 2020年代
| 年                                                  | 作品                                                                                                 | 候補者 |
| --------------------------------------------------- | --- | ------ |
| 2020/21 （第93回）                                  | |        |
| TENET テネット                                      | アンドリュー・ジャクソン、デヴィッド・リー、アンドリュー・ロックリー、スコット・フィッシャー         |        |
| ラブ&モンスターズ                                   | マット・スローン、ジュヌビエーブ・カマイユリ、マット・エヴリット、ブライアン・コックス               |        |
| ミッドナイト・スカイ                                | マシュー・キャスミール、クリストファー・ローレンス、マックス・ソロモン、デヴィッド・ワトキンス       |        |
| ムーラン                                            | ショーン・ファーデン、アンダース・ラングランズ、セス・モーリー、スティーヴン・イングラム             |        |
| ゴリラのアイヴァン                                  | ニック・デイヴィス、グレッグ・フィッシャー、ベン・ジョーンズ、サンティアゴ・コロモ・マルティネス     |        |
| 2021 （第94回）                                     | |        |
| DUNE/デューン 砂の惑星                              | ポール・ランバート、トリスタン・マイルズ、ブライアン・オコナー、ゲルト・ネフツァー                   |        |
| フリー・ガイ                                        | スウェン・ギルバーグ、ブライアン・グリル、ニコス・カライツァイディス、ダン・サディック               |        |
| 007/ノー・タイム・トゥ・ダイ                        | チャーリー・ノーブル、ジョエル・グリーン、ジョナサン・フォークナー、クリス・コーボールド             |        |
| シャン・チー/テン・リングスの伝説                   | クリストファー・タウンゼント、ジョー・ファレル、ショーン・ノエル・ウォーカー、ダン・オリヴァー       |        |
| スパイダーマン:ノー・ウェイ・ホーム                 | ケリー・ポート、クリス・ウェグナー、スコット・エーデルスタイン、ダン・サディック                     |        |
| 2022 （第95回）                                     | |        |
| アバター:ウェイ・オブ・ウォーター                   | ジョー・レッテリ、リチャード・バネハム、エリック・セインドン、ダニエル・バレット                     |        |
| 西部戦線異状なし                                    | フランク・ペツォールト、ヴィクトル・ミュラー、マルクス・フランク、カミル・ジャファル                 |        |
| THE BATMAN-ザ・バットマン-                          | ダン・レモン、ラッセル・アール、アンダース・ラングランズ、ドミニク・タオイー                         |        |
| ブラックパンサー/ワカンダ・フォーエバー             | ジェフリー・バウマン、クレイグ・ハマック、R・クリストファー・ホワイト、ダン・サディック              |        |
| トップガン マーヴェリック                           | ライアン・タドホープ、セス・ヒル、ブライアン・リッツォン、スコット・R・フィッシャー                  |        |
| 2023 （第96回）                                     | |        |
| ゴジラ-1.0                                          | 山崎貴、渋谷紀世子、高橋正紀、野島達司                                                               |        |
| ザ・クリエイター/創造者                             | ジェイ・クーパー、イアン・コムリー、アンドリュー・ロバーツ、ニール・コーボールド                     |        |
| ガーディアンズ・オブ・ギャラクシー:VOLUME 3         | ステファン・セレッティ、アレクシス・ワジェスブロ、ガイ・ウィリアムズ、テオ・ビアレク                 |        |
| ミッション:インポッシブル/デッドレコニング PART ONE | アレックス・ワットケ、シモーネ・ココ、ジェフ・サザーランド、ニール・コーボールド                     |        |
| ナポレオン                                          | チャーリー・ヘンリー、リュック＝エヴァン・マルタン＝フェヌイエ、シモーネ・ココ、ニール・コーボールド |        |
| 2024 （第97回）                                     | |        |
| 『デューン 砂の惑星PART2』                          | ポール・ランバート、スティーヴン・ジェームズ、リース・サルクーム、ゲルト・ネフツァー                 |        |
| 『エイリアン:ロムルス』                             | エリック・バーバ、ネルソン・セプルヴェダ＝ファウザー、ダニエル・マカリン、シェイン・マハン           |        |
| 『BETTER MAN/ベター・マン』                         | ルーク・ミラー、デヴィッド・クレイトン、キース・ハーフト、                                           |        |
| 『猿の惑星/キングダム』                             | エリック・ウィンクイスト、ステファン・ウンテルフランツ、ポール・ストーリー、ロドニー・バーク         |        |
| 『ウィキッド ふたりの魔女 』                        | パブロ・ヘルマン、ジョナサン・フォークナー、デヴィッド・シャーク、ポール・コーボールド               |        |